# 가스 하이드레이트
가스 하이드레이트(clathrate hydrates 혹은 gas clathrates, gas hydrates)는 영구 동토(凍土)나 심해저의 저온과 고압 상태에서 탄소(C) 성분의 기체인 천연 가스가 물 분자와 결합해 생기는 고체 에너지원으로, 외관이 드라이아이스와 비슷하며 불을 붙이면 타는 성질이 있어 '불타는 얼음'으로도 불린다. 대한민국 동해의 울릉분지 수심 1,500m 지역에 6억 톤의 가스 하이드레이트가 있는 것으로 추산되고 있다. 이 양이 맞다면 국내에서 30년 정도 사용이 가능하다.
메테인(CH4)이 주성분인 천연 가스가 물 분자와 결합하여 고체화된 특징과 더불어 축구공 모양의 특이한 결정 구조 때문에 결정 내에 기체를 담을 수 있다. 이런 특성을 줄여서 '가스 수화물'이라고도 한다.

## 메테인 하이드레이트

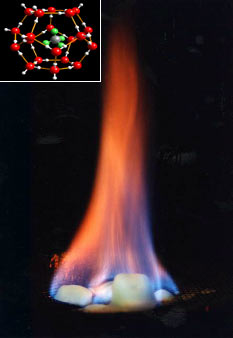
불타는 하이드레이트

메테인 하이드레이트(Methane hydrates 또는 Methane clathrate, hydromethane, methane ice)는 가스 하이드레이트의 천연가스 주성분으로 메테인이 90% 이상일 때를 의미한다.

## 매장된 위치와 양
지구에는 총 250조m3에 달하는 양이 매장되어 있는 것으로 추정되며, 한국(동해) 주위의 바다에만도 연간 천연가스 소비량의 100배에 달하는 6조m3가 매장되어 있는 것으로 추정된다. 1995년 미국 플로리다 앞바다에서 함유율 2%의 가스 하이드레이트가 확인된 뒤, 일본 시즈오카현 앞바다에서도 20%의 메테인하이드레이트를 함유한 해저지층이 확인되었는데, 이는 2001년 확인된 것 가운데 세계 최고의 양질을 자랑한다. 대한민국 독도 부근과 알래스카 부근에도 약 6억톤의 가스 하이드레이트가 매장되어 있다고 알려졌다.

## 단점
심해의 저온 고압 환경에서 만들어지는 가스 하이드레이트의 특성상 깊은 바다 밑에 매장되어 있어 채취에 따른 기술적 어려움과 경제성 등으로 인해 실용화 여부는 아직 알 수 없으며, 더욱이 가스 하이드레이트에 포함된 메탄은 이산화 탄소보다 지구 온난화에 많은 영향을 미치기 때문에 과학자들의 우려를 낳고 있다.

## 같이 보기
- 항성